# Чекотун Андрій Юрійович
Андрій Юрійович Чекотун (нар. 2 вересня 2002) — український футболіст, воротар клубу «АФК Ескільстуна».

## Життєпис
У сезоні 2018/19 років виступав за юнацьку (U-19) та молодіжну (U-21) команди «Олімпіка». Напередодні старту сезону 2019/20 років потрапив до заявки першої команди. У Прем'єр-лізі дебютував 5 липня 2020 року в програному (0:2) домашньому поєдинку 29-о туру проти «Дніпра-1». Андрій вийшов на поле в стартовому складі та відіграв увесь матч.